# Batalha de Kumanovo
A Batalha de Kumanovo (Кумановска битка, em Sérvio), ocorrida nos dias 23 e 24 de outubro de 1912 foi um dos grandes combates das Guerras dos Bálcãs, disputadas em 1912 e 1913 no sudeste do continente europeu. Foi uma importante vitória da Sérvia, conquistada no início da Primeira Guerra Balcânica, impondo severas perdas ao exército otomano, tanto em homens quanto em material.

## Planejamento
Com um terreno montanhoso, extremamente irregular em todo o teatro de operações, o vale do rio Vardar era o caminho natural de invasão a ser alcançado pelo 1º Exército sérvio estacionado em Vranja e composto por 5 divisões de infantaria  e uma de cavalaria (cerca de 90 mil homens). Quando a guerra começou, os exércitos da Sérvia e da Bulgária já haviam se acertado, de modo a combinar suas operações contra os turcos otomanos. Tanto que a divisão sérvia “Timok I”, de 1ª linha, já estava posicionada em território búlgaro para ameaçar o flanco direito otomano no vale do rio Vardar e assim apoiar o avanço do 1º Exército. O 3º Exército sérvio, a noroeste do 1º Exército, tinha por missão inicial ocupar o Kosovo e não teve influência direta sobre a batalha de Kumanovo.
A intenção inicial do exército otomano era o de adotar uma postura defensiva na região. Mas esta ideia mudou na última hora, ante o raciocínio de que, se os otomanos conseguissem invadir o território da Sérvia, as potências ocidentais se esforçariam por um armistício. Entre o 1º Exército sérvio e o vale do rio Vardar estava a pequena cidade de Kumanovo, que os sérvios acreditavam estar desprotegida.

## O Exército Sérvio
A mobilização do exército sérvio foi ordenada no dia 30 de setembro de 1912 e, graças ao entusiasmo da população, deu-se com velocidade prodigiosa. Tanto que dos 400 000 homens que atenderam ao apelo das armas, 90 mil foram mandados de volta para casa. As 5 divisões de infantaria  existentes em tempo de paz tiveram seus efetivos engrossados para cerca de 25 mil homens cada, além da formação de 6 regimentos de infantaria compostos por reservistas de 1ª linha e uma divisão de cavalaria. Por fim, foram criadas 5 divisões de 2ª linha (com efetivos de 18 mil homens) e unidades esparsas de 3ª linha.

## O Exército Otomano
O exército otomano era, teoricamente, impressionante. Apenas na Macedônia, onde deveria atuar o exército sérvio, contavam com 11 divisões “ativas” (“Nizans”) e 3 divisões de reserva (“Redifs”), divididas em 3 corpos de exército, com suas sedes em Uskub (7º Corpo), Monastir (6º Corpo) e Salônica (5º Corpo). Esta tropa, contudo, apresentava diversas deficiências, dentre as quais a presença de soldados cristãos ortodoxos que sentiam profunda afinidade com as forças adversárias. Ademais, as divisões otomanas estavam com seus efetivos incompletos, variando entre 3 mil e 8 mil homens cada.

## Prelúdio da Batalha
O 1º Exército sérvio cruzou a fronteira no dia 20 de outubro de 1912 e no dia 22 chegou nas proximidades de Kumanovo. Como não se acreditava encontrar o exército otomano naquela região, apenas duas divisões de infantaria e algumas unidades de cavalaria se desdobraram na vanguarda, sem se tomar grandes providências defensivas. Assim o flanco esquerdo, onde estava a divisão Danúbio I, ficou bastante vulnerável.
Durante a noite do dia 22 para o dia 23, divisões dos três corpos otomanos posicionados na Macedônia chegaram à região de Kumanovo. O 7º Corpo formou o flanco esquerdo e o 6º Corpo o centro. O 5º Corpo, separado dos outros dois pelo rio Pcinja, pequeno afluente do Vardar, ficou no flanco direito.

## 23 de outubro
Na manhã do dia 23, a neblina impediu que os sérvios realizassem um reconhecimento adequado. O 18º Regimento da divisão Danúbio I avançou para tentar capturar aquilo que pensava ser uma bateria otomana desgarrada e foi repelido por unidades do  5º Corpo turco.
Observando este recuo, Zeki Paxá, comandante otomano, concluiu corretamente que o flanco esquerdo sérvio estava mal protegido. Uma vez que não estava percebendo ainda a ameaça que a divisão Timok I (vinda da Bulgária) poderia representar sobre seu flanco direito, decidiu atacar. Por volta das 11 horas da manhã, com apoio de artilharia, o 5º e o 6º corpos otomanos atacaram a divisão Danúbio I, forçando o 18º Regimento a recuar. Zeki Paxá, porém, em lugar de continuar o avanço, resolveu esperar por uma divisão que deveria completar o desbordamento do flanco esquerdo sérvio. Isto deu tempo para que o 7º Regimento sérvio viesse reforçar a defesa neste setor.
Por volta do meio dia, o 7º Corpo otomano começou o ataque contra a divisão Morava I, encontrando-a, entretanto, bem preparada para resistir. Após um avanço inicial otomano, os sérvios contra-atacaram, empurrando  o inimigo de volta à sua posição inicial. Durante o restante do dia, os otomanos foram mantidos afastados pela bem organizada artilharia sérvia.
Durante todo este combate, as outras três divisões sérvias se mantiveram imóveis e o comando do 1º Exército sérvio teve pouca influência sobre o desenrolar dos fatos.

## 24 de outubro
Foi apenas de madrugada que o comando do 1º Exército sérvio concluiu estar diante de três corpos de exército otomanos. O inimigo, entretanto, não daria tempo para que os sérvios se adaptassem a esta nova realidade pois Zeki Paxá, às 5h30 da manhã, reiniciou o seu ataque contra a já sacrificada divisão Danúbio I. Entretanto, por volta das 10h00, partes da divisão Danúbio II, vindas da retaguarda, ajudaram a aliviar a pressão e, por volta do meio dia, conseguiram interromper totalmente o avanço otomano sobre o flanco esquerdo sérvio.
No flanco oposto, um grande número de reservistas otomanos da divisão Uskub desertaram durante a noite, diante dos boatos de que o 3º Exército sérvio, além de ocupar o Kosovo, agora marchava para a cidade de Escópia. Ainda assim, o 7º Corpo otomano também iniciou seu ataque às 5h30, sem bons resultados. Às 6h00, a divisão Morava I sentiu-se à vontade para iniciar um contra-ataque. Com o apoio de uma divisão vinda finalmente da retaguarda, os sérvios foram capazes de forçar o flanco esquerdo otomano a recuar. Mas o golfe final viria quando a última das cinco divisões do 1º Exército sérvio a entrar em combate lançou-se contra o centro do dispositivo otomano. Às 13h00 a linha turca entrou em colapso e, com todas as divisões otomanas recuando, os sérvios entraram em Kumanovo às 15h00.

## Consequências

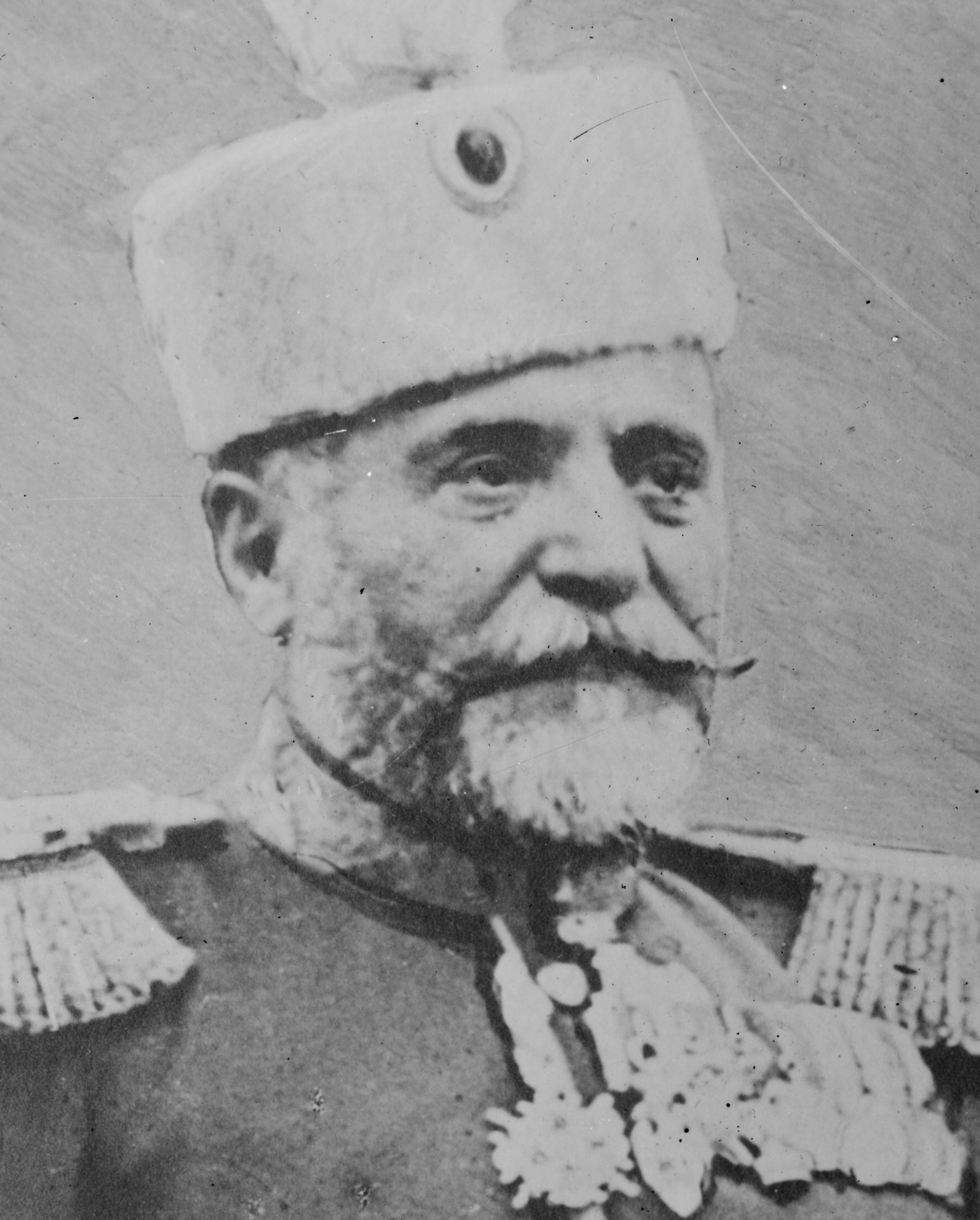
Voivoda Radomir Putnik, o cérebro por trás do Exército Sérvio nas duas Guerras dos Bálcãs e no início da Primeira Guerra Mundial.

Em resumo, Zeki Paxá conseguiu surpreender o comando sérvio. Porém, sua inferioridade numérica não permitiu que tirasse todo o proveito disto. Ao final, as forças otomanas recuaram em desordem e em diferentes direções. O 7º Corpo e parte do 6º rumaram para Escópia. O restante do 6º Corpo, assim como o 5º Corpo recuaram para Istip e Veles. Os sérvios não conseguiram fazer uma perseguição estratégica eficaz, mas o resultado, ainda assim, foi decisivo. Os canhões e as munições capturadas após a batalha fariam grande falta ao exército turco que, a partir daquele momento, teria que se conformar com uma postura exclusivamente defensiva.